# Satellite-to-Satellite Tracking
Unter dem Begriff Satellite-to-Satellite Tracking werden Methoden der Satellitengeodäsie zusammengefasst, bei denen die Satelliten gegenseitige Distanzmessungen durchführen.
Die bisher übliche primäre Einmessung von Bodenstationen aus kann damit umgangen werden, ebenso wie daraus folgende Probleme der Bahnbestimmung, der Refraktion in der Erdatmosphäre usw.

## Einleitung
Wenn zwei künstliche Erdsatelliten hintereinander auf annähernd gleicher Bahn die Erde umrunden, bleibt der Abstand zwischen ihnen nicht konstant, sondern ändert sich je nach den Anomalien des Schwerefeldes. Als Wirkung etwas ungleicher Massenverteilung an der Erdoberfläche (Gelände), in der Erdkruste (Geologie) und im Erdmantel (Plattentektonik) ist in einer konstanten Bahnhöhe weder die Gravitation konstant noch ihre Richtung zentrisch zum Erdmittelpunkt. Daher unterliegt die Bahngeschwindigkeit der Satelliten kleinen Störkräften, die vom jeweiligen Störpotential des Erdkörpers in der Flughöhe abhängen.
Als Folge davon gibt es gegenüber einer (störungsfreien) Keplerbahn laufend Abweichungen, die sich auf Beträge im Kilometer-Bereich aufsummieren können. Auf die gegenseitige Distanz zweier hintereinander fliegender Satelliten wirken sie sich (je nach Abstand) mit Größen im Meter- bis Hektometer-Bereich aus.

## Direkte Messung der Bahnstörungsdifferenzen
Die neuartige Technik von Satellite-to-Satellite Tracking-Distanzmessungen ist damit eine hochwillkommene Ergänzung zu den bisherigen Methoden der Satellitengeodäsie und der Geoidbestimmung. Die Messung selbst erfolgt z. B. elektronisch (EDM) oder mit Mikrowellen – und kann heute bereits auf Millimeter genau erfolgen. Ein erstes, weitgehend erfolgreiches Projekt ist GRACE, bei dem zwei speziell ausgestattete geodätische Satelliten in rund 200 Kilometer Abstand hintereinander um die Erde kreisen.